# Graciela Carnevale
Graciela Carnevale (* 1942 in Marcos Juárez) ist eine argentinische Konzeptkünstlerin. Sie wurde durch ihre Arbeit Tucumán Arde bekannt, die sich in kritischer Weise mit der geplanten Umgestaltung der Provinz Tucumán durch den argentinischen Diktator Onganía auseinandersetzte.

## Leben
Carnevale war Mitglied der 1965 gegründeten Künstlergruppe Grupo de Arte de Vanguardia de Rosario (Übersetzt: Avantgarde-Künstlergruppe von Rosario). Zusammen mit Künstlern aus Buenos Aires führte die Künstlergruppe die Aktion Tucumán Arde durch. 1969 löste sich die Künstlergruppe auf; einige der Mitglieder wandten sich komplett von der Kunst ab.
Sie gründete das Dokumentationszentrum und Fotoarchiv der Grupo de Arte de Vanguardia, welches sie seit 1968 betreut. Seit den 1990er Jahren arbeitet Carnevale wieder als Kunstproduzentin, oft mit Künstlergruppen. Sie ist Dozentin an der Universidad Nacional de Rosario.
Carnevale lebt und arbeitet in der argentinischen Stadt Rosario.

## Acción del Encierro
Im Oktober 1968 führte sie zusammen mit ihrer Künstlergruppe die Acción del Encierro (Übersetzt: Einsperrungsaktion) durch, bei der sie die Besucher einer vermeintlichen Vernissage ohne vorherige Ankündigung oder Erklärung für mehr als eine Stunde im Ausstellungsraum einsperrte. Carnevale beschreibt den Fortgang des Happenings: ”But as time went by, this evidently generated anguish, or a restlessness, and, they began trying to rescue one another, to disassemble the window, the door, dismantle the padlock, with which they had been locked up. And, finally, it was someone from outside, who in that moment of tension, he broke the window by kicking it in. That’s how he enabled everyone to escape." Die Aktion fand vor dem Hintergrund der argentinischen Militärdiktatur statt. Ihr Ziel war dabei die Entfesselung einer befreienden Gewalt als Gegenreaktion für die von den Künstlern symbolisch ausgeübte Gewalt gemäß den Werken von Frantz Fanon.

## Teilnahme an Gruppenausstellungen (Auswahl)
- 2007: documenta 12, Kassel. Gezeigt wurden Teile der Arbeit Archivo Tucumán Arde.[2]
- 2005: Be what you want but stay where you are. Witte de With, Rotterdam.[3]
- 2004: How do we want to be governed? Miami Art Central, Miami.[4]
- 2004: Ex Argentina. Museum Ludwig, Köln.[5][6]
- 1999: Global Conceptualism: Points of Origin 1950s–1980s. Queens Museum, New York.[7] Im Jahr 2000 wurde die Ausstellung auch im MIT List Visual Arts Center, Cambridge gezeigt.[8]